# Waizenreuth
Waizenreuth ist ein Gemeindeteil des Markts Weidenberg im Landkreis Bayreuth (Oberfranken, Bayern). Waizenreuth liegt in der Gemarkung Fischbach.

## Geografie
Das Dorf liegt am Fuße des Hutbühls (559 m ü. NHN, 0,7 km südöstlich), einer Erhebung des Fichtelgebirges. Die Staatsstraße 2177 führt zur Staatsstraße 2181 bei Mengersreuth (1 km nördlich) bzw. nach Kirchenpingarten (2,8 km südöstlich). Gemeindeverbindungsstraßen führen nach Weidenberg zur Staatsstraße 2463 (1,7 km westlich) und nach Sophienthal (1,6 km nordöstlich).

## Geschichte
Der Ort wurde 1386 erstmals urkundlich erwähnt.
Gegen Ende des 18. Jahrhunderts bestand Waizenreuth aus 7 Anwesen. Die Hochgerichtsbarkeit stand dem bayreuthischen Stadtvogteiamt Bayreuth zu. Die Dorf- und Gemeindeherrschaft hatte das bayreuthische Amt Weidenberg. Grundherren waren das Amt Weidenberg (1 Söldengut, 2 Güter, 1 geringes Gütlein, 1 Wohnhaus) und die Pfarrei Weidenberg (2 Güter).
Von 1797 bis 1810 unterstand der Ort dem Justiz- und Kammeramt Neustadt am Kulm. Mit dem Gemeindeedikt wurde Waizenreuth dem 1812 gebildeten Steuerdistrikt Mengersreuth zugewiesen. Zugleich entstand die Ruralgemeinde Waizenreuth, zu der Altenreuth gehörte. Mit dem Gemeindeedikt von 1818 erfolgte die Eingemeindung nach Fischbach. Diese wurde im Zuge der Gebietsreform in Bayern am 1. Januar 1970 in den Markt Weidenberg eingegliedert.

### Baudenkmal
- Grenzstein am Oberen Bergrangen[8]

### Einwohnerentwicklung
| Jahr      | 001818 | 001861 | 001871 | 001885 | 001900 | 001925 | 001950 | 001961 | 001970 | 001987 | 002020 |
| Einwohner | 67 *   | 59     | 44     | 56     | 47     | 54     | 82     | 62     | 106    | 283    | 243    |
| Häuser    | 11 *   |        |        | 7      | 7      | 8      | 9      | 10     |        | 57     |        |
| Quelle    | [ 6 ]  | [ 10 ] | [ 11 ] | [ 12 ] | [ 13 ] | [ 14 ] | [ 15 ] | [ 16 ] | [ 17 ] | [ 18 ] | [ 1 ]  |

## Religion
Waizenreuth ist seit der Reformation evangelisch-lutherisch geprägt und nach St. Michael (Weidenberg) gepfarrt.